# 1935 aux échecs
| Années des échecs : 1932 - 1933 - 1934 - 1935 - 1936 - 1937 - 1938    |
| Décennies des échecs : 1900 - 1910 - 1920 - 1930 - 1940 - 1950 - 1960 |

Cet article présente les faits marquants de l'année 1935 aux échecs.

## Événements majeurs
- Max Euwe devient champion du monde après sa victoire contre Alexandre Alekhine. À l'occasion de ce championnat du monde est jouée la partie restée célèbre sous le nom de perle de Zandvoort.

## Championnats nationaux
- Argentine : Roberto Grau remporte le championnat[1],[2].
- Autriche nazie : Pas de championnat officiel[3] masculin, ni féminin[4].
- Belgique : Arthur Dunkelblum remporte le championnat[5].
- Brésil : Thomaz Pompeu Accioly Borges remporte le championnat[6].
- Canada : Maurice Fox remporte le championnat[7].
- Écosse : James Macrae Aitken remporte le championnat[8]
- États-Unis : Frank Marshall renonce à son titre[Note 1]. La fédération organise un tournoi des prétendants pour 1936[9],[10].
- République espagnole : Ramón Rey Ardid remporte la sixième édition du championnat [11]. Jusqu’en 1942, il ne sera organisé qu’occasionnellement.
- Finlande: Eero Böök remporte le championnat[12].
- France : Amédée Gibaud remporte le championnat [13]. Chez les femmes, c’est Paulette Schwartzmann qui s’impose[14].

- Pays-Bas : Catharina Roodzant remporte le premier championnat féminin[15]. Pas de championnat masculin cette année.
- Pologne : Savielly Tartakower remporte le championnat[16].
- Royaume-Uni: William Winter remporte le championnat[17].

- Suisse : Hans Johner remporte le championnat [18].
- RSS d'Ukraine : Pas de championnat masculin[19],[20], organisé dans le cadre de l’Union soviétique. Chez les femmes, Berta Vaisberg et Roza Kliherman s’imposent lors de la première édition du championnat féminin[21].

- Royaume de Yougoslavie : Vasja Pirc et Borislav Kostić remportent la première édition du championnat[22],[23].

## Divers
- Première parution du Chess Magazine, mensuel britannique[24].

## Naissances
- Friedrich Baumbach, champion du monde par correspondance 1983-1988
- Bent Larsen
- Grigori Sanakoïev, champion du monde par correspondance 1984-1991

## Nécrologie
- 10 janvier : Chaim Janowski (en)
- 29 janvier : Theodor Germann (en)
- 6 février : Jackson Showalter
- 16 mars : Aaron Nimzowitsch
- 24 mai : Harris Kirkland Handasyde (en)
- 28 mai : Zsigmond Barász (en)
- 9 août : Walther von Holzhausen (en)
- 20 août : Agnes Stevenson
- 28 septembre : Orla Hermann Krause
- 11 octobre : Charles Masson Fox (en)